# Don Digirolamo
Don Digirolamo (...) è un ingegnere del suono.

## Carriera
Dopo gli studi debutta nel mondo del cinema come semplice consulente in film come Scontri stellari oltre la terza dimensione, L'Impero colpisce ancora e Uragano di fuoco.
L'inizio della collaborazione con il regista Steven Spielberg segna il suo passaggio a tecnico del suono in E.T. l'extra-terrestre con cui vince anche il premio oscar di categoria. Negli anni seguenti sarà nominato al premio anche per L'impero del sole e Chi ha incastrato Roger Rabbit senza tuttavia vincere. Nel 1983 e nel 1984 riceverà anche la nomination al Premio BAFTA senza tuttavia vincere.
In televisione ha curato il suono in alcuni episodi di varie serie, miniserie e film per la televisione tra cui si ricordano Buffy l'ammazzavampiri, Beverly Hills 90210, Law & Order, I Griffin, The Practice - Professione avvocati, Grey's Anatomy e Shining.
Nel corso della sua carriera è stato tecnico del suono in quasi duecento opere tra film e serie televisive.

## Filmografia (parziale)
- 1982 - Lui è mio
- 1982 - E.T. l'extra-terrestre
- 1982 - L'ospedale più pazzo del mondo
- 1982 - Ufficiale e gentiluomo
- 1983 - Tuono blu
- 1983 - Tavolo per cinque
- 1983 - Cavalli di razza
- 1983 - Flashdance
- 1983 - Una poltrona per due
- 1983 - Scarface
- 1984 - All'inseguimento della pietra verde
- 1984 - Per vincere domani - The Karate Kid
- 1985 - Witness - Il testimone
- 1985 - Tutto in una notte
- 1985 - Due volte nella vita
- 1985 - Il sole a mezzanotte
- 1985 - Il colore viola
- 1986 - Nostalgia di un amore
- 1986 - Karate Kid II - La storia continua...
- 1986 - Manhunter - Frammenti di un omicidio
- 1986 - Il tempio di fuoco
- 1987 - L'impero del sole
- 1988 - Chi ha incastrato Roger Rabbit
- 1988 - Schegge di follia
- 1989 - Faccia di rame
- 1989 - Karate Kid III - La sfida finale
- 1989 - Seduzione pericolosa
- 1990 - I delitti del gatto nero
- 1990 - Mille modi per nascondere un cadavere
- 1990 - Il falò delle vanità
- 1991 - Una pallottola spuntata 2½ - L'odore della paura
- Paura d'amare (Frankie and Johnny), regia di Garry Marshall (1991)
- 1993 - Guerra o morte
- 1993 - La ragazza della porta accanto
- 1994 - L'uomo ombra
- 1995 - Genio e follia
- 1997 - Segreti
- 1998 - Paulie - Il pappagallo che parlava troppo
- 1999 - La storia di Agnes Browne
- 2006 - L'amore si fa largo
- 2009 - Segreti fatali